# Rhomphaea cometes
Rhomphaea cometes là một loài nhện trong họ Theridiidae.
Loài này thuộc chi Rhomphaea. Rhomphaea cometes được Ludwig Carl Christian Koch miêu tả năm 1872.